# بابلو سيزار أغيلار
بابلو سيزار أغيلار (بالإسبانية: Pablo César Aguilar)‏ (من مواليد 2 أبريل 1987) هو لاعب كرة قدم في باراغواي يلعب حاليا كمدافع عن نادي أمريكا المكسيكي والمنتخب الوطني باراغواي . شارك منتخب بلاده في كوبا أمريكا 2015 المقامة في تشيلي .

## مسيرته الكروية
لعب بابلو سيزار أغيلار خلال مسيرته الاحترافية مع 7 أندية في عشرون موسمًا وسجل خلالها 39 هدفًا ضمن 427 مباراة. ولم يفز بأي موسم بالكأس وفاز في موسمين بالدوري.
خاض بابلو سيزار أغيلار مسيرته مع نادي سبورتيفو لوكوينو في موسم 2004 في المرة الأولى ليلعب معه أربعة مواسم ثم ما بين عامي 2012 و2013 لمدة موسم واحد، مشاركًا طوالها في 106 مباراة سجل خلالها 7 أهداف. ثم انتقل إلى نادي أتليتيكو كولون في موسم 2007–08 ولمدة موسمين، حيث شارك في 34 مباراة سجل خلالها 3 أهداف. لينتقل بعدها إلى نادي سان لويس في موسم 2009–10 في المرة الأولى لمدة موسم واحد ثم في موسم 2011–12 لمدة موسم واحد، مشاركًا طوالها في 29 مباراة سجل خلالها هدفًا واحدًا. ثم انتقل إلى نادي أرسنال ساراندي في موسم 2010–11 لمدة موسم واحد، مشاركًا في 32 مباراة سجل خلالها هدفين. هذا وانتقل لاحقًا إلى نادي تيخوانا في موسم 2012–13 في المرة الأولى ولمدة موسمين ثم في موسم 2017–18 لمدة موسم واحد، مشاركًا طوالها في 60 مباراة سجل خلالها 5 أهداف. ثم انتقل بعدها إلى نادي أمريكا في موسم 2013–14 ليلعب معه خمسة مواسم، مشاركًا في 111 مباراة سجل خلالها 13 هدفًا. ليعود وينتقل من جديد، لكن هذه المرة إلى نادي كروز آزول في موسم 2018–19 ولمدة موسمين، مشاركًا في 55 مباراة سجل خلالها 8 أهداف.

## روابط خارجية
- بابلو سيزار أغيلار على موقع الاتحاد الدولي (مؤرشف)  (الإنجليزية)
- بابلو سيزار أغيلار على موقع قاعدة بيانات كرة القدم.إي يو (الإنجليزية)
- بابلو سيزار أغيلار على موقع ناشيونال فوتبول تيمز (الإنجليزية)
- بابلو سيزار أغيلار على موقع Soccerway.com (الإنجليزية)
- بابلو سيزار أغيلار على موقع AS.com (الإسبانية)